# São Bartolomeu do Outeiro
São Bartolomeu do Outeiro é uma povoação portuguesa do Município de Portel que foi sede da extinta Freguesia de São Bartolomeu do Outeiro, freguesia que tinha 37,49 km² de área e 436 habitantes (2011), e, por isso, uma densidade populacional de 11,6 h/km².
A Freguesia de São Bartolomeu do Outeiro foi extinta (agregada) pela última Reorganização administrativa do território das freguesias, de acordo com a Lei nº 11-A/2013 de 28 de Janeiro, tendo o seu território sido agregado ao da freguesia de Oriola para constituir a União de freguesias de São Bartolomeu do Outeiro e Oriola com sede em São Bartolomeu do Outeiro.
São Bartolomeu do Outeiro pertenceu ao extinto concelho de Oriola, sendo então conhecida como Outeiro de Oriola ou Oriola de Cima.

## População
| População da freguesia de São Bartolomeu do Outeiro | População da freguesia de São Bartolomeu do Outeiro | População da freguesia de São Bartolomeu do Outeiro | População da freguesia de São Bartolomeu do Outeiro | População da freguesia de São Bartolomeu do Outeiro | População da freguesia de São Bartolomeu do Outeiro | População da freguesia de São Bartolomeu do Outeiro | População da freguesia de São Bartolomeu do Outeiro | População da freguesia de São Bartolomeu do Outeiro | População da freguesia de São Bartolomeu do Outeiro | População da freguesia de São Bartolomeu do Outeiro | População da freguesia de São Bartolomeu do Outeiro | População da freguesia de São Bartolomeu do Outeiro | População da freguesia de São Bartolomeu do Outeiro | População da freguesia de São Bartolomeu do Outeiro |
| --------------------------------------------------- | --------------------------------------------------- | --------------------------------------------------- | --------------------------------------------------- | --------------------------------------------------- | --------------------------------------------------- | --------------------------------------------------- | --------------------------------------------------- | --------------------------------------------------- | --------------------------------------------------- | --------------------------------------------------- | --------------------------------------------------- | --------------------------------------------------- | --------------------------------------------------- | --------------------------------------------------- |
| 1864                                                | 1878                                                | 1890                                                | 1900                                                | 1911                                                | 1920                                                | 1930                                                | 1940                                                | 1950                                                | 1960                                                | 1970                                                | 1981                                                | 1991                                                | 2001                                                | 2011                                                |
| 338                                                 | 454                                                 | 521                                                 | 505                                                 | 504                                                 | 640                                                 | 748                                                 | 819                                                 | 929                                                 | 972                                                 | 890                                                 | 769                                                 | 688                                                 | 575                                                 | 436                                                 |